# Polypedates
Polypedates is een geslacht van kikkers uit de familie schuimnestboomkikkers (Rhacophoridae). De groep werd voor het eerst wetenschappelijk beschreven door Johann Jakob von Tschudi in 1838. Oorspronkelijk werd de wetenschappelijke naam Polypedotes gebruikt.
Er zijn 24 soorten, inclusief de pas in 2014 beschreven soort Polypedates pseudotilophus. Alle soorten komen voor in grote delen van zuidoostelijk Azië inclusief de Filipijnen en Borneo.

## Taxonomie
Geslacht Polypedates
- Soort Polypedates assamensis
- Soort Polypedates bijui
- Soort Polypedates braueri
- Soort Polypedates chlorophthalmus
- Soort Polypedates colletti
- Soort Polypedates cruciger
- Soort Polypedates hecticus
- Soort Polypedates impresus
- Soort Polypedates insularis
- Soort Polypedates iskandari
- Soort Polypedates leucomystax
- Soort Polypedates macrotis
- Soort Polypedates maculatus
- Soort Polypedates megacephalus
- Soort Polypedates mutus
- Soort Polypedates occidentalis
- Soort Polypedates otilophus
- Soort Polypedates pseudocruciger
- Soort Polypedates pseudotilophus
- Soort Polypedates ranwellai
- Soort Polypedates subansiriensis
- Soort Polypedates taeniatus
- Soort Polypedates teraiensis
- Soort Polypedates zed

Beddomixalus · 
Chiromantis · 
Feihyla · 
Ghatixalus · 
Gracixalus · 
Kurixalus · 
Liuixalus · 
Mercurana · 
Nasutixalus · 
Nyctixalus · 
Philautus · 
Polypedates · 
Pseudophilautus · 
Raorchestes · 
Rhacophorus · 
Taruga · 
Theloderma